# 日本香粧品学会
日本香粧品学会（にほんこうしょうひんがっかい、英称:Japanese Cosmetic Science Society）は、化粧品や香水の安全性・有効性研究などのための学会。

## 概要
1976年に第1回学術研究会が開催された。

## 関連人物
- 尾澤達也